# Parmentiera macrophylla
Parmentiera macrophylla là một loài thực vật có hoa trong họ Chùm ớt. Loài này được Standl. mô tả khoa học đầu tiên năm 1929.